# Keisripalu
Keisripalu este o arie protejată (arie specială de conservare — SAC, sit de importanță comunitară — SCI) din Estonia întinsă pe o suprafață de 32,8 ha, integral pe uscat.

## Localizare
Centrul sitului Keisripalu este situat la coordonatele 58°01′08″N 25°54′57″E / 58.0188°N 25.9159°E.

## Înființare
Situl Keisripalu a fost declarat sit de importanță comunitară în ianuarie 2011 pentru a proteja un număr necunoscut de specii din flora spontană și fauna sălbatică aflate în arealul zonei. Situl a fost protejat și ca arie specială de conservare în octombrie 2013.

## Biodiversitate
Situată în ecoregiunea boreală, aria protejată conține 2 habitate naturale: Taiga vestică, Păduri fino-scandinave bogate în ierburi cu Picea abies.
La baza desemnării sitului se află un număr nedeclarat de specii protejate.